# Fagonia acerosa
Fagonia acerosa là một loài thực vật có hoa trong họ Zygophyllaceae. Loài này được Boiss. miêu tả khoa học đầu tiên năm 1849.